# (2688) Halley
Ne doit pas être confondu avec comète de Halley.
(2688) Halley est un astéroïde de la ceinture principale. Il a été ainsi baptisé en hommage à Edmond Halley, astronome britannique.
Cet astéroïde est un corps céleste différent de la célèbre comète de Halley, dont l'astronome établit la périodicité par calcul.